# 堀川安市
堀川 安市（ほりかわ やすいち、1884年（明治17年）3月28日 - 1981年（昭和56年）1月8日）は、日本・台湾の教員・自然史研究家。教員として各地を転々とした中で自然史・理科教育の研究で功績を残した。特に1917年（大正6年）-1947年（昭和22年）の30年間を台湾・台北市で過ごし、その間に台湾の自然史研究で多数の報告・執筆を行った。

## 生涯
明治17年（1884年）3月28日、長崎県西彼杵郡雪浦村（現・西海市大瀬戸町雪浦地区）の農家の長男として生まれたが、幼い頃から動植物への興味関心が高かった。雪浦尋常小学校補習科（現・西海市立雪浦小学校）修了後は農業をしていたが、学問の道を志して20歳にして佐賀県立農学校（現・佐賀県立佐賀農業高等学校）へ進んだ。しかしほぼ家出同然だったため、両親に連れ戻され家業を継げと懇願されることもあった。
明治40年（1907年）に佐賀県立農学校を卒業後は雪浦村に戻り、雪浦尋常高等小学校に代用教員として勤めた。同年に文検（文部省師範学校中学校高等女学校教員検定試験）の農業科に合格した。文検は非常な難関であり、家業を継がない長男を苦々しく思っていた両親も喜んだ。
佐賀県庁勤務を経て翌明治41年（1908年）には熊本県立球磨農業学校（現・熊本県立南稜高等学校）教諭、さらに明治42年には岐阜県立農林学校（現・岐阜県立岐阜農林高等学校）教諭となる。明治44年（1911年）には文検の動物科・植物科・生理科にも合格し、翌年から長崎海星中学校、大正4年（1915年）に長崎県立農学校（現・長崎県立諫早農業高等学校）教諭を歴任する。
この間には長崎市の医師・博物家である金子一狼と交流があり、また大正3年7月にはドイツの植物学者アドルフ・エングラーの長崎・雲仙訪問にも同行した。

### 台湾での活動
大正6年（1917年）、33歳・2児の父だった堀川は渡台し、台北市の台湾総督府国語学校（現・国立台北教育大学）助教授に着任した。滞在は当初6年ほどのつもりだったが、経済的に恵まれ台湾の自然にも魅了され、「つい長く」居ることになった。
大正8年（1919年）に台北師範学校助教授、昭和2年（1927年）に台湾第二師範学校教諭となった。昭和15年（1940年）には勲五等瑞宝章を受章、その後に台湾第二師範学校を退職し、台湾総督府博物館（現・国立台湾博物館）へ移った。
台湾で過ごす間にも自然史研究を積み重ね、松村松年（昆虫学）、名和靖（昆虫学）、黒田長礼（鳥類学）、岸田久吉（哺乳類学）、三宅貞祥（甲殻類学）、黒田徳米（貝類学）らとも交流した。大正9年（1920年）「台湾に於ける有用植物」、昭和6年（1931年）「台湾哺乳動物図説」、昭和9年（1934年）「台湾の蛇」、昭和17年（1942年）「台湾の植物」等の著作を執筆した。また「台湾博物学会誌」をはじめ、日本動物学会の「動物学雑誌」、名和昆虫研究所の「昆虫世界」等の学術誌への投稿も行った。
昭和19年（1944年）には台湾青年師範学校教授、昭和20年（1945年）6月には高等官3等となった。しかし程なく日本は敗戦、台湾へ中華民国・蔣介石政権軍が上陸した。堀川は国民政府に徴用され、台湾総督府博物館へ留任する。

### 帰郷・晩年
昭和22年（1947年）、63歳の堀川はこれまでの研究成果の殆どを台湾へ残したまま、引揚者として佐世保への上陸を経て雪浦村へ帰郷した。帰郷後は雪浦村農協組合長（昭和25-29年）、町村合併で誕生した大瀬戸町の公民館長（昭和30-34年）を歴任したが、高齢で公職につけず、恩給も少なかった。特に帰郷直後の生活は苦しく、農業の他にも木炭俵や草履を作って売った。
しかし研究意欲は衰えず、生活が落ち着くと長崎県産貝類の研究と収集を開始し、日本各地の学者や地元のアマチュア研究家との交流を重ねた。各地から堀川宅を訪ねる研究者や教員時代の教え子も多かった。堀川は論文等の受け渡しに厳格で、受け取った私信や論文にはすぐ批評を兼ねた返事を出した。逆も然りで、堀川からの便りにはすぐ返信しないと堀川から厳しく叱られたという。
昭和36年（1961年）4月には天皇・皇后（昭和天皇・香淳皇后）の長崎巡行に際し、堀川は収集した長崎県産貝類を展示した。
昭和39年（1964年）・80歳の時に長崎県生物研究会より「長崎県貝類目録」を出版したが、翌昭和40年（1965年）には脳出血で倒れ入院した。昭和42年（1967年）にも再び入院し右手足に麻痺が残ったが、それを乗り越えて再び長崎生物研究会より「長崎県の動物」（香田豊太との共著）を出版した。翌昭和43年（1968年）には長崎での研究が評価され長崎新聞文化章を受けた。
昭和44年（1969年）に患った胃腸病は長引いたが、入院・自宅静養の中にあっても意欲は衰えず、研究に没頭した。昭和56年（1981年）1月8日死去。享年96。
堀川の収集した標本や研究成果は台湾の他、長崎大学、長崎市科学館等に残存している。

## 献名
堀川の功績を讃えて献名された生物もある。
- キタクビワコウモリ Eptesicus nilssonii (Keyserling et Blasius, 1839) - 別名ヒメホリカワコウモリ
- ホリカワコウモリ E. serotinus horikawai Kishida, 1924
- ホリカワクシヒゲガガンボ Pselliophora bifascipennis Brunetti, 1911
- ネアカクロヒゲブトオサムシ Paussus horikawae Kano, 1930
- ホリカワギセル Stereophaedusa horikawai (Kuroda, 1941)
- ホリカワタマキビ Littorina horikawai Matsubayashi et Habe in Habe, 1979